# Opuntia pachyrrhiza
Opuntia pachyrrhiza ist eine Pflanzenart in der Gattung der Opuntien (Opuntia) aus der Familie der Kakteengewächse (Cactaceae). Das Artepitheton pachyrrhiza leitet sich von den griechischen Worten pachys für ‚dick‘ sowie rhiza für ‚Wurzel‘ ab.

## Beschreibung
Opuntia pachyrrhiza wächst als kleiner, wenig verzweigter Strauch und erreicht Wuchshöhen von 35 bis 40 Zentimeter. Die meist nur ein bis drei Triebe erscheinen meist direkt aus dem knolligen, sukkulentem Rhizom. Das Rhizom ist bis zu 40 Zentimeter lang und weist einen Durchmesser von 12 Zentimeter auf. Die Triebe sind gelegentlich ein wenig verzweigt und kriechen dann. Bei Trockenheit oder Kälte sterben sie ab. Die elliptischen, lanzettlichen oder verkehrt eiförmigen Triebabschnitte sind bis zu 35 Zentimeter lang, 16 Zentimeter breit und 5 bis 8 Millimeter dick. Sie sind flach bis etwas eingefaltet und kahl. Um die 2 bis 4,5 voneinander entfernt stehenden elliptischen Areolen sind die  olivgrünen Triebabschnitte meist etwas rötlich. Die zahlreichen Glochiden sind braun bis gelbockerfarben. Die Dornen sind anfangs hellbraun, später werden sie dunkelbraun oder grau mit einer braunen Spitze. Sie sind steif, nadelig, an ihrer Basis abgeflacht und darüber drehrund. Die Dornen sind 0,5 bis 4,5 Zentimeter (selten bis 7 Zentimeter) lang.
Die glockenförmigen, leuchtend gelben Blüten erreichen Längen von 4,5 bis 9 Zentimeter und Durchmesser von 4 bis 8 Zentimeter. Ihr Perikarpell ist manchmal etwas gehöckert. Die Früchte sind verkehrt eiförmig und besitzen eine gestutzte Spitze.

## Verbreitung, Systematik und Gefährdung
Opuntia pachyrrhiza ist im Norden des mexikanischen Bundesstaates San Luis Potosí verbreitet.
Die Erstbeschreibung erfolgte 2001 von Héctor Manuel Hernández, Carlos Gómez-Hinostrosa und Rolando T. Bárcenas. Ein nomenklatorisches Synonym ist Opuntia megarrhiza subsp. pachyrrhiza (H.M.Hern., Gómez-Hin. & Bárcenas) U.Guzmán & Mandujano (2003).
Opuntia pachyrrhiza wurde in der Roten Liste gefährdeter Arten der IUCN von 2002 als „Vulnerable (VU)“, d. h. gefährdet geführt. Nach der Neubearbeitung der Liste 2013 wird sie nun als „Endangered (EN)“, d. h. als stark gefährdet geführt. Das Verbreitungsgebiet umfasst etwa 4.500 km². Der Zustand der Habitatflächen verschlechtert sich und die Artenanzahl ist durch menschliche Aktivitäten, u. a. das Absammeln von Pflanzen zur medizinischen Nutzung, bedroht. Die Entwicklung der Population wird als abnehmend angesehen.

## Nutzung
Aus den Rhizomen der Pflanzen werden entzündungshemmende Mittel gewonnen und bei Knochenbrüchen verwendet.

## Nachweise